# 徐庄村 (卢氏县)
徐庄村，中华人民共和国河南省三门峡市卢氏县徐家湾乡所辖的一个行政村，距乡驻地3公里，全村168户623人，分为6个居民组。  行政区划代码411224208204。